# Olof Häggqvist
Nils Olof Häggqvist, född 30 juli 1915 i Kärna församling, Östergötland, död 23 december 2000 i Linköping, var en svensk grafiker och tecknare.
Han var son till mekanikern Anton Häggqvist och Astrid Karlsson samt bror till konstnären Eric Häggqvist. Häggqvist utbildade sig till silvergravör och arbetade inom det yrket i 12 år innan han övergick till sitt konstnärskap. Han var som konstnär autodidakt. Han medverkade i utställningar på Nystedts konstsalong i Linköping ett flertal gånger och med olika konstrföreningar. Hans konst består nästan uteslutande av kopparstick och av teckningar i tusch ofta med motiv från Roxenlandskapet. Häggqvist är representerad vid Östergötlands museum, Ystads konstmuseum, Statens konstråd, Kalmar konstmuseum, Moderna museet, Östergötlands läns landsting, Västerbottens läns landsting, Stockholms landsting, Kalmar läns landsting, Älvsborgs läns landsting, Sörmland läns landsting, Västmanlands läns landsting, Jönköpings läns landsting, Nordanstigs kommun och Åtvidabergs kommun. Han är begravd på Nya norra griftegården i Linköping.

### Fotnoter
1. ↑  ”Kalmar konstmuseum”. Arkiverad från originalet den 2 december 2017. https://web.archive.org/web/20171202203155/http://konstdatabas.designarkivet.se/index.php/Detail/Object/Show/object_id/2583. Läst 2 december 2017.
2. ↑  Moderna museet